# Antoni Sosnowski
Antoni Sosnowski (Żmiarki; 1 de Junho de 1946 — ) é um político da Polónia. Ele foi eleito para a Sejm em 25 de Setembro de 2005 com 5537 votos em 32 no distrito de Sosnowiec, candidato pelas listas do partido Liga Polskich Rodzin.